# Anisoptera marginata
Anisoptera marginata är en tvåhjärtbladig växtart som beskrevs av Pieter Willem Korthals. Anisoptera marginata ingår i släktet Anisoptera och familjen Dipterocarpaceae. Inga underarter finns listade i Catalogue of Life.